# サラバイ (小惑星)
サラバイ (2987 Sarabhai) は小惑星帯の小惑星。トム・ゲーレルスとファン・ハウテン夫妻によって発見された。
インドの宇宙開発の父と呼ばれるインドの物理学者ヴィクラム・サラバイ (en:Vikram Sarabhai) から命名された。